# Tetranitrometan
Tetranitrometan, C(NO2)4– organiczny związek chemiczny z grupy nitrozwiązków zawierający cztery grupy nitrowe przy jednym atomie węgla, całkowicie nitrowany metan. Wykorzystywany jest w mieszankach materiałów wybuchowych.

## Właściwości
Tetranitrometan jest bezbarwną lub bladożółtą, oleistą cieczą o ostrym zapachu podobnym do tlenków azotu. Jest silnie trujący, prawdopodobnie również rakotwórczy, drażni skórę. Do organizmu dostaje się głównie poprzez drogi oddechowe. Stężenie 0,1 ppm (0,00001%) w powietrzu jest już śmiertelne.
Tetranitrometan jest słabym materiałem wybuchowym – prędkość jego detonacji (d = 1,65 g/cm3) wynosi 6500 m/s, objętość produktów wybuchu 670 l/kg, ciepło wybuchu: 580 kcal/kg, a bilans tlenowy jest silnie dodatni (+49%); silnym jest dopiero w mieszaninach z reduktorami. Materiały wybuchowe oparte na nim są bardzo silne (aż do 230% mocy TNT), lecz również bardzo wrażliwe. Używany jest również jako utleniacz w silnikach rakietowych.

## Otrzymywanie
Tetranitrometan pierwszy raz został otrzymany w 1861 r. przez Leona Sziszkowa w reakcji nitrowania nitroformu (CH(NO2)3).
Jedną z współczesnych metod otrzymywania tetranitrometanu jest reakcja bezwodnika octowego z kwasem azotowym w temperaturze poniżej 10 °C. W przemyśle do jego produkcji wykorzystuje się reakcję acetylenu ze 100% kwasem azotowym. Inną metodą uzyskiwania czteronitrometanu jest przepuszczanie ketenu przez zimny 100% kwas azotowy.

## Materiały wybuchowe z użyciem tetranitrometanu
Materiały wybuchowe zawierające tetranitrometan są w dużej części bardzo wrażliwe na różne bodźce, np. w roztworze w toluenie jest bardziej niestabilny niż nitrogliceryna. Warto jeszcze wspomnieć o materiale wybuchowym składającym się 10-40% parafiny i 60-90% tetranitrometanu, gdyż ma dużą siłę wybuchu, a jest odporny na bodźce mechaniczne.

## Bezpieczeństwo
Tetranitrometan jest wysoce wrażliwy na bodźce mechaniczne, a jego pary są bardzo trujące. Nie należy z nim pracować bez odpowiedniej aparatury (dygestorium).